# Alosa d'Assam
L'alosa d'Assam (Mirafra assamica) és una espècie d'ocell de la família dels alàudids (Alaudidae)

## Hàbitat i distribució
Habita pastures i terres de conreu del centre i est de l'Índia, Sri Lanka, oest, centre i est de Myanmar, Tailàndia, Cambodja, sud de Laos i sud del Vietnam.